# Certolizumab pegol
Il certolizumab pegolo CDP870, nome commerciale Cimzia è un farmaco anticorpo monoclonale prodotto dalla UCB principalmente per il trattamento della Malattia di Crohn e dell'Artrite reumatoide.
Il certolizumab pegol agisce sul TNF-α; è un frammento Fab' PEGilato di un anticorpo monoclonale umanizzato.

## Usi Medici

### Morbo di Crohn
Il 22 Aprile 2008 la U.S FDA ha approvato Cimzia per il trattamento del Morbo di Crohn in pazienti che non rispondono sufficientemente o adeguatamente alla terapia standard. Attualmente Cimzia in Europa non è previsto nel trattamento della patologia.

### Artrite reumatoide
Il 26 Giugno 2009, il comitato per i medicinali per uso umano per i medicinali (CHMP) dell'Agenzia europea per i medicinali (EMA) ha emesso un parere positivo sul farmaco, raccomandando che la Commission Europea rilasci un'autorizzazione all'utilizzo di Cimzia solamente nel trattamento dell'artrite reumatoide (il CHMP ha negato l'approvazione nel trattamento del Morbo di Crohn). L'autorizzazione è stata concessa a UCB Pharma SA il 1 Ottobre 2009.
Secondo le indicazioni EMA, Cimzia deve usato in associazione a un altro medicinale, metotressato, in assenza di una risposta adeguata ad altre terapie con farmaci denominati antireumatici modificanti la malattia (DMARD), fra cui metotressato. Cimzia può anche essere somministrato da solo quando il trattamento con metotressato non è adeguato.

### Artrite psoriasica
Il 27 settembre 2013, la U.S. FDA ha approvato Cimzia nel trattamento di artrite psoriasica attiva negli adulti; successivamente anche l'EMA.

### Spondiloartrite assiale
In Europa, Cimzia è anche usato nel trattamento di spondiloartrite assiale anche nei pazienti affetti da spondilite anchilosante attiva grave.

## Come agisce
Il principio attivo di Cimzia, certolizumab pegol, è un medicinale immunosoppressivo, che riduce l’attività del sistema immunitario (il naturale sistema di difesa dell’organismo). È formato da un anticorpo monoclonale, certolizumab, che è stato “pegilato” (legato a una sostanza chimica detta polietilenglicole). Certolizumab pegol è stato sviluppato per legarsi a una proteina-messaggero, denominata fattore di necrosi tumorale alfa (TNF-alfa), che contribuisce al processo infiammatorio e si riscontra a livelli elevati nei pazienti affetti dalle malattie per cui Cimzia è usato. Bloccando il TNF-alfa, certolizumab pegol allevia l’infiammazione e altri sintomi delle malattie.
La pegilazione riduce la velocità alla quale la sostanza viene eliminata dall’organismo e permette di somministrare il farmaco meno frequentemente.

## Quali benefici ha mostrato Cimzia nel corso degli studi?
Per l’artrite reumatoide, Cimzia associato a metotressato è stato più efficace del placebo associato a metotressato. Nel primo studio principale, il 57 % dei pazienti che hanno assunto Cimzia (141 su 246) ha raggiunto riduzioni del 20 %, a fronte del 9 % dei pazienti trattati con placebo (11 su 127). Nell’altro studio principale, i risultati sono stati simili: il 59 % dei pazienti che hanno assunto Cimzia (228 su 388) ha raggiunto riduzioni del 20 %, a fronte del 14 % dei pazienti trattati con placebo (27 su 198). Questo studio ha mostrato inoltre che i pazienti trattati con Cimzia presentavano una più consistente attenuazione del peggioramento della lesione articolare osservata radiograficamente. Nello studio aggiuntivo su Cimzia usato da solo, il numero dei pazienti trattati con Cimzia che ha raggiunto riduzioni del 20 % è stato superiore rispetto a quello dei pazienti che hanno assunto placebo. Nell’ultimo studio su pazienti precedentemente non trattati con DMARD, quasi il 29 % dei pazienti (189 su 655) trattati con Cimzia in associazione a metotressato ha raggiunto una remissione prolungata dopo 52 settimane di trattamento, rispetto al 15 % (32 su 213) dei pazienti che hanno ricevuto placebo con metotressato.
Nello studio principale sulla spondiloartrite assiale, ha raggiunto una riduzione pari ad almeno il 20 % il 58 % dei pazienti che hanno assunto Cimzia 200 mg ogni due settimane e il 64 % dei pazienti che hanno ricevuto Cimzia 400 mg ogni quattro settimane, rispetto al 38 % dei pazienti trattati con placebo.
Nello studio sull’artrite psoriasica, ha raggiunto una riduzione pari ad almeno il 20 % il 58 % dei pazienti che hanno assunto Cimzia 200 mg ogni due settimane e il 52 % dei pazienti che hanno ricevuto Cimzia 400 mg ogni quattro settimane, rispetto al 24 % dei pazienti trattati con placebo. Tuttavia, non è stata riscontrata alcuna differenza significativa tra Cimzia e placebo per quanto riguarda la riduzione del peggioramento della lesione articolare.

## Rischi e controindicazioni
Gli effetti indesiderati più comuni di Cimzia (osservati in 1-10 pazienti su 100) sono infezioni batteriche, fra cui ascessi (presenza di pus nelle cavità), infezioni virali (fra cui herpes, papillomavirus e influenza), disturbi eosinofilici (disturbi degli eosinofili, un tipo di globuli bianchi), leucopenia (bassa conta dei globuli bianchi nel sangue, con bassi livelli di neutrofili e linfociti), nausea, mal di testa (compresa emicrania), alterazioni sensoriali (quali intorpidimento, formicolio e sensazione di bruciore), ipertensione (alta pressione del sangue), epatite (infiammazione del fegato), anche con un aumento dei livelli degli enzimi epatici, eruzione cutanea, febbre, dolore, astenia (debolezza), prurito e reazioni in corrispondenza del sito di iniezione. Per l’elenco completo degli effetti indesiderati rilevati con Cimzia, vedere il foglio illustrativo.
Cimzia non deve essere usato in pazienti con tubercolosi attiva e altre gravi infezioni o con insufficienza cardiaca da moderata a grave. Per l’elenco completo delle limitazioni, vedere il foglio illustrativo.

### Certolizumab pegol
- (EN) Stephen J Bickston e Richard S Bloomfeld, Handbook of Inflammatory Bowel Disease, Lippincott Williams & Wilkins, ottobre 2009,  pp. 164–, ISBN 978-0-7817-6630-2. URL consultato il 29 marzo 2011.
- (EN) David T. Rubin, Sonia Friedman e Francis A. Farraye, Curbside Consultation in IBD: 49 Clinical Questions, SLACK Incorporated, 15 aprile 2009,  pp. 22–, ISBN 978-1-55642-856-2. URL consultato il 29 marzo 2011.
- (EN) Francesco M. Veronese, PEGylated Protein Drugs: Basic Science and Clinical Applications, Springer, settembre 2009,  pp. 246–, ISBN 978-3-7643-8678-8. URL consultato il 29 marzo 2011.
- (EN) John J. Cush, Michael E. Weinblatt e Arthur Kavanaugh, Rheumatoid Arthritis: Early Diagnosis and Treatment, Professional Communications, 1º luglio 2010,  pp. 234–, ISBN 978-1-932610-58-1. URL consultato il 29 marzo 2011.
- (EN) Ruediger Mueller e Johannes Von Kempis, Clinical Trials in Rheumatology, Springer, 7 gennaio 2011,  pp. 189–, ISBN 978-1-84996-383-1. URL consultato il 29 marzo 2011.